# Центральний (бахш, шагрестан Астане-Ашрафіє)
Центральний (перс. مرکزی) — бахш в Ірані, в шагрестані Астане-Ашрафіє остану Ґілян. За даними перепису 2006 року, його населення становило 72867 осіб, які проживали у складі 21692 сімей.

## Дегестани
До складу бахша входять такі дегестани:
- Ґурка
- Дегшаль
- Кісом
- Чагардег